# Købelev Sogn
Købelev Sogn var et sogn i Lolland Vestre Provsti (Lolland-Falsters Stift). Det blev 29. november 2020 lagt sammen med Vindeby Sogn til Købelev-Vindeby Sogn.
I 1800-tallet var Købelev Sogn et selvstændigt pastorat. Det hørte til Lollands Nørre Herred i Maribo Amt. Købelev sognekommune blev ved kommunalreformen i 1970 indlemmet i Ravnsborg Kommune, der ved strukturreformen i 2007 indgik i Lolland Kommune.
I Købelev Sogn lå Købelev Kirke.
I sognet findes følgende autoriserede stednavne:
- Ellebanke (bebyggelse)
- Gammelkær (bebyggelse)
- Glostrup (ejerlav, landbrugsejendom)
- Jesby (bebyggelse, ejerlav)
- Købelev (bebyggelse, ejerlav)
- Købelevgård (landbrugsejendom)
- Købelevhede (bebyggelse)
- Købelevskov (bebyggelse, ejerlav)
- Lille Købelevgård (ejerlav, landbrugsejendom)
- Magelunde (bebyggelse)
- Mariebjerg (ejerlav, landbrugsejendom)
- Nøjsomhed (ejerlav, landbrugsejendom)
- Nøjsomheds Odde (bebyggelse)
- Roløkke (bebyggelse, ejerlav)
- Roløkkegård (landbrugsejendom)
- Skelstrup (landbrugsejendom)
- Skovbølle (bebyggelse, ejerlav)
- Skovbøllegård (bebyggelse)
- Sladderhøj (bebyggelse)
- Torslunde (bebyggelse)
- Vesterbo (bebyggelse, ejerlav)